# Golpe de Estado en Mauritania de 2005
El 3 de agosto de 2005, un grupo numeroso de militares, incluyendo miembros de la Guardia Presidencial, han obtenido el control de diferentes puntos estratégicos de la capital del país en lo que es un golpe de Estado triunfante contra el gobierno del Presidente Maaouya Ould Sid'Ahmed Taya, mientras asistía a los funerales de Estado en Arabia Saudita por la muerte del Rey Fahd, constituyendo un autodenominado Consejo Militar para la Justicia y la Democracia, nombrando al Jefe de la Policía Nacional, Ely Ould Mohamed Vall como nuevo presidente del país.
El coronel Mohamed Vall, acusó al anterior régimen de "infantilismo político"[cita requerida] y afirmó que al no aceptarse en Mauritania una alternancia política de manera pacífica había sido necesario el golpe de Estado. 
Otros analistas consideran que la vinculación de los militares golpistas con grupos yihadistas fue patente desde un principio y que el golpe de Estado está promovido por los mismos. Los gobiernos de Marruecos y de Argelia fueron los primeros en mostrar su preocupación ante el cambio de régimen.
La Unión Europea y Estados Unidos han condenado el golpe militar y ha pedido el restablecimeinto de la constitución. La OUA ha expulsado a Mauritania provisionalmente de su seno. El presidente derrocado se encuentra en Níger de manera provisional. El 7 de agosto se disolvió el Parlamento y se anunció un referéndum constitucional para dentro de un año; el Gobierno legítimo dimitió por ser contrario al golpe[cita requerida], siendo nombrado nuevo Primer ministro el embajador de Mauritania en Francia, Sidi Mohamed Ould Boubacar, al tiempo que el nuevo régimen puso en libertad a 21 islamistas acusados de pertenencia al Grupo Salafista para la Predicación y el Combate, organización terrorista islámica argelina vinculada a Al Qaeda. 
El 11 de agosto, Ely Ould Mohamed Vall asumió todas las funciones del poder legislativo. 